# Róza Laborfalvi
Róza Laborfalvi (urodzona jako Judit Benke de Laborfalva; ur. 8 kwietnia 1817 w Miszkolcu, zm. 20 listopada 1886 w Budapeszcie) – węgierska aktorka, żona nowelisty i polityka Móra Jókaia.

## Życiorys
Urodziła się jako córka szlachcica, aktora i właściciela teatru Józsefa Benke de Laborfalva (1781–1855) i Zsuzsanny Rácz de Welesz. Jej ojciec był Szeklerem. Zaczęła karierę w teatrze w Budzie w 1833 roku, od 1837 roku grała w Teatrze Narodowym w Peszcie.
15 marca 1848 roku podczas premiery spektaklu Bánk bán Józsefa Katony poznała męża Móra Jókaia, którego poślubiła jeszcze w tym samym roku. Wywołało to niemały skandal wśród znajomych Jókaia (m.in. Sándora Petőfiego), jako że miała już ona wówczas 12-letnią nieślubną córkę Rózę Annę Ágnes Benke (1836–1861), której ojcem był aktor Márton Lendvay. Laborfalvi uratowała życie męża podczas powstania węgierskiego w tym samym roku.
Jej nieślubna córka Róza miała również pozamałżeńską córkę Rózę młodszą (1861–1936), adoptowaną przez Jókaia po jej śmierci. Mężem Rózy Jókai został malarz Árpád Feszty (1856–1914).
3 października 1857 roku uczestniczyła w otwarciu Teatru Narodowego w Miszkolcu, a jej mąż wygłosił wówczas uroczystą mowę. Ostatni raz pojawiła się na scenie w 1883 roku, podczas świętowania 50-lecia pracy artystycznej, m.in. również w swoim rodzinnym Miszkolcu.

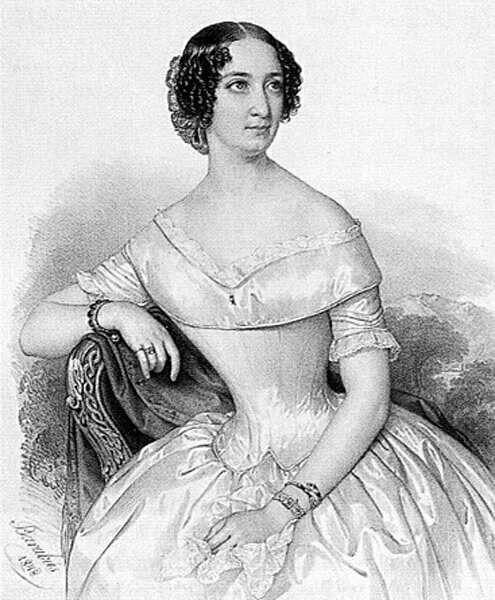
Róza Laborfalvi na litografii Miklósa Barabása z 1848 roku

## Role
- Gertrudis (József Katona: Bánk bán);
- Volumina (William Szekspir: Koriolan);
- Mary, Queen of Scots (Fryderyk Schiller);
- Lady Macbeth (Makbet);
- Goneril (Król Lear);
- Orsina (Gotthold Ephraim Lessing: Emilia Galotti);
- Lady Milford (Schiller: Intryga i miłość).